# 하인리히 다이히만 슈헤

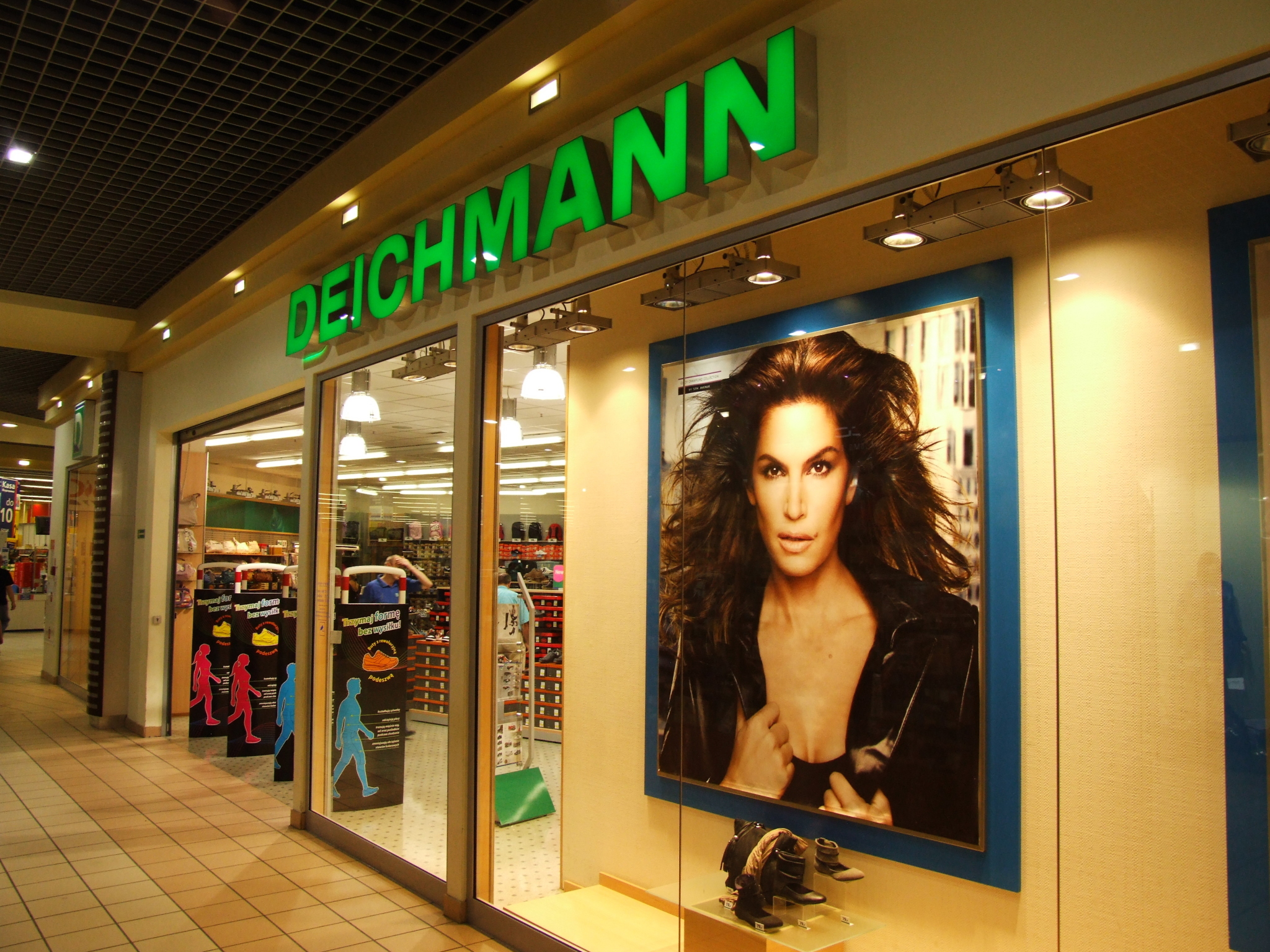
Deichmann, Ostrowiec Świętokrzyski, 폴란드

하인리히 다이히만 슈헤 (Heinrich Deichmann-Schuhe GmbH & Co. KG)는 독일의 스포츠 전문 제화 및 의류회사다. 본사는 독일 에센에 있으며 1913년에 설립했다.